# Aviatik B.I

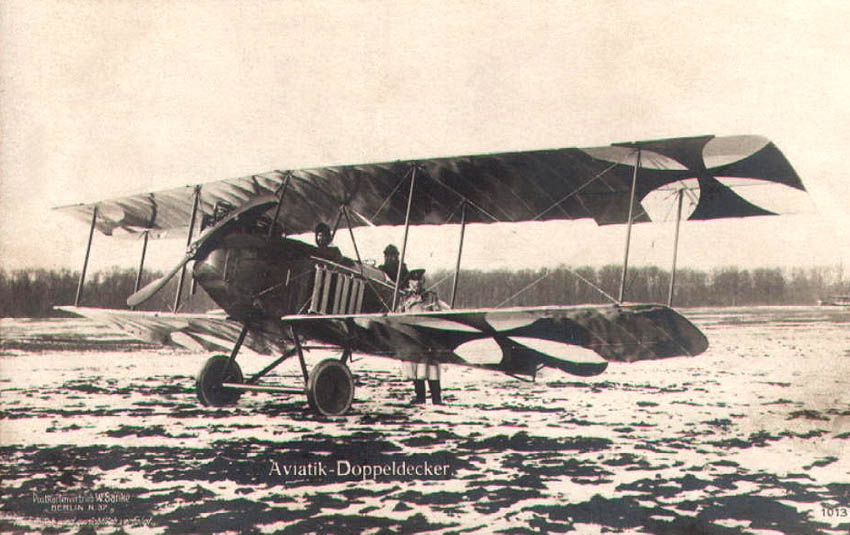
Aviatik B.I (P15)

Aviatik B (B.I) – niemieckie samoloty wielozadaniowe z okresu I wojny światowej, produkowane od 1912 roku. Samoloty te należały do kilku zbliżonych typów, o oznaczeniach fabrycznych P13, P14 i P15, a przez niemieckie lotnictwo wojskowe były oznaczane jako Aviatik B. W 1915 roku samoloty typu P15b oznaczono jako B.I, a P15a jako B.II.

## Historia
Niemieckie zakłady Automobil und Aviatik produkowały początkowo od 1910 roku kopie samolotów francuskich – dwupłatów Farmana i jednopłatów Hanriota, na rynek cywilny i do szkolenia. W 1912 roku firma Aviatik rozpoczęła produkcję samolotów własnej konstrukcji – udanych dużych dwupłatów ze śmigłem ciągnącym projektu głównego konstruktora inżyniera Roberta Wilda (Szwajcara). 

### P13
Pierwszym modelem dwupłata konstrukcji Aviatik był typ P13, który powstał na przełomie kwietnia i maja 1912 roku. Określany był przez wytwórnię jako Doppeldecker (DD) Type Militär (dwupłat typu wojskowego). Wyróżniały go skrzydła o dużej rozpiętości 15 lub 16 metrów. Skrzydła 15-metrowe miały po każdej ze stron trzy rzędy pionowych rozpórek i dodatkowe skośne rozpórki na końcach, przy krótszym dolnym płacie (układ określany jako 3½-przęsłowy), a skrzydła 16-metrowe miały cztery rzędy rozpórek (układ 4-przęsłowy). Niektóre samoloty w celach zebrania doświadczeń różniły się skosem skrzydeł, ich wzniosem i wysunięciem jednego płata przed drugi. Na ogół podwozie miało dwa zespoły po dwa koła i płozy przeciwkapotażowe wystające do przodu. Stosowano czterocylindrowe silniki rzędowe Argus o mocy 85-100 KM.

### P14
Udoskonalony model P14 pojawił się w połowie 1913 roku. Był on nieco mniejszy – miał rozpiętość 14,5 m i skrzydła 2½-przęsłowe. Dzięki udanej konstrukcji, firma stała się jednym z głównych producentów samolotów dla lotnictwa niemieckiego, które w 1913 roku zamówiło 101 samolotów Aviatik P13 i P14, w różniących się odmianach (więcej, niż innych producentów). Samoloty typu P14 produkowane były do początku 1915 roku.

### P15
Aviatik typu P15 został również opracowany w 1913 roku i był produkowany równolegle do P14. Ponownie zmniejszono wymiary samolotu, dopracowując jego konstrukcję. Zasadniczy wariant miał skrzydła dwuprzęsłowe, lecz produkowano także trzyprzęsłowe, dla większego udźwigu przy wykorzystaniu w charakterze bombowców. Ster kierunku został wyposażony w skośną płetwę statecznika. Napęd stanowił silnik Argus lub Mercedes o mocy 100 KM.
Samoloty Aviatik oznaczane były przez wojsko początkowo jako Aviatik B z numerem ewidencyjnym łamanym przez dwie ostatnie cyfry roku produkcji, np. B.62/13. 8 sierpnia 1915 roku wojskowe Aviatiki otrzymały oznaczenia wojskowe typu B.I dla samolotów P15b z silnikiem o mocy 100 KM i B.II dla samolotów P15a z silnikiem o mocy 120 KM. Nie jest jednakże jasne, jakie modele wojsko określiło jako P15a i P15b. Istnieją przypuszczenia, że wszystkie dwupłatowe Aviatiki z silnikiem 100 KM zaliczono do typu B.I, jednakże brak jest potwierdzenia tej tezy (przynajmniej jeden samolot typu P14 został tak zaliczony). 
Samoloty Aviatik B (B.I i B.II) nie przenosiły standardowo uzbrojenia, a obserwator zajmował miejsce w przedniej kabinie, przed pilotem. Aviatik o numerze B.192a/13 został eksperymentalnie wyposażony w karabin maszynowy i był uważany za pierwszy niemiecki samolot tak uzbrojony. Niektóre samoloty w jednostkach zostały doposażone w karabiny maszynowe Parabellum zamocowane po bokach przedniej kabiny, na wzór Aviatik C.I. Na bazie typu P15 opracowano następnie uzbrojony samolot Aviatik C.I (P25).

## Użycie
Samoloty P13 z pilotami fabrycznymi brały udział w licznych zawodach lotniczych w Niemczech i za granicą, zdobywając nagrody i przyczyniając się do spopularyzowania wytwórni przed I wojną światową. Ustanawiano też na nich rekordy długotrwałości i odległości lotu. Firma Aviatik założyła też własną szkołę lotniczą w Habsheim.
Głównym odbiorcą samolotów stało się niemieckie lotnictwo wojskowe. Po wybuchu I wojny światowej służył one głównie do rozpoznania i bombardowania. Nieuzbrojony Aviatik B.114/14 typu P14 stał się pierwszym niemieckim samolotem zestrzelonym w walce powietrznej 5 października 1914 roku (przez francuski samolot Voisin III V89). Z kolei 28 kwietnia 1915 roku załoga dozbrojonego Aviatika zestrzeliła samolot Voisin.
Najwięcej samolotów Aviatik B.I było na froncie w kwietniu 1915 roku – 76. Na początku 1916 roku nieliczne pozostały w służbie frontowej, lecz w późniejszym okresie były nadal używane do szkolenia.

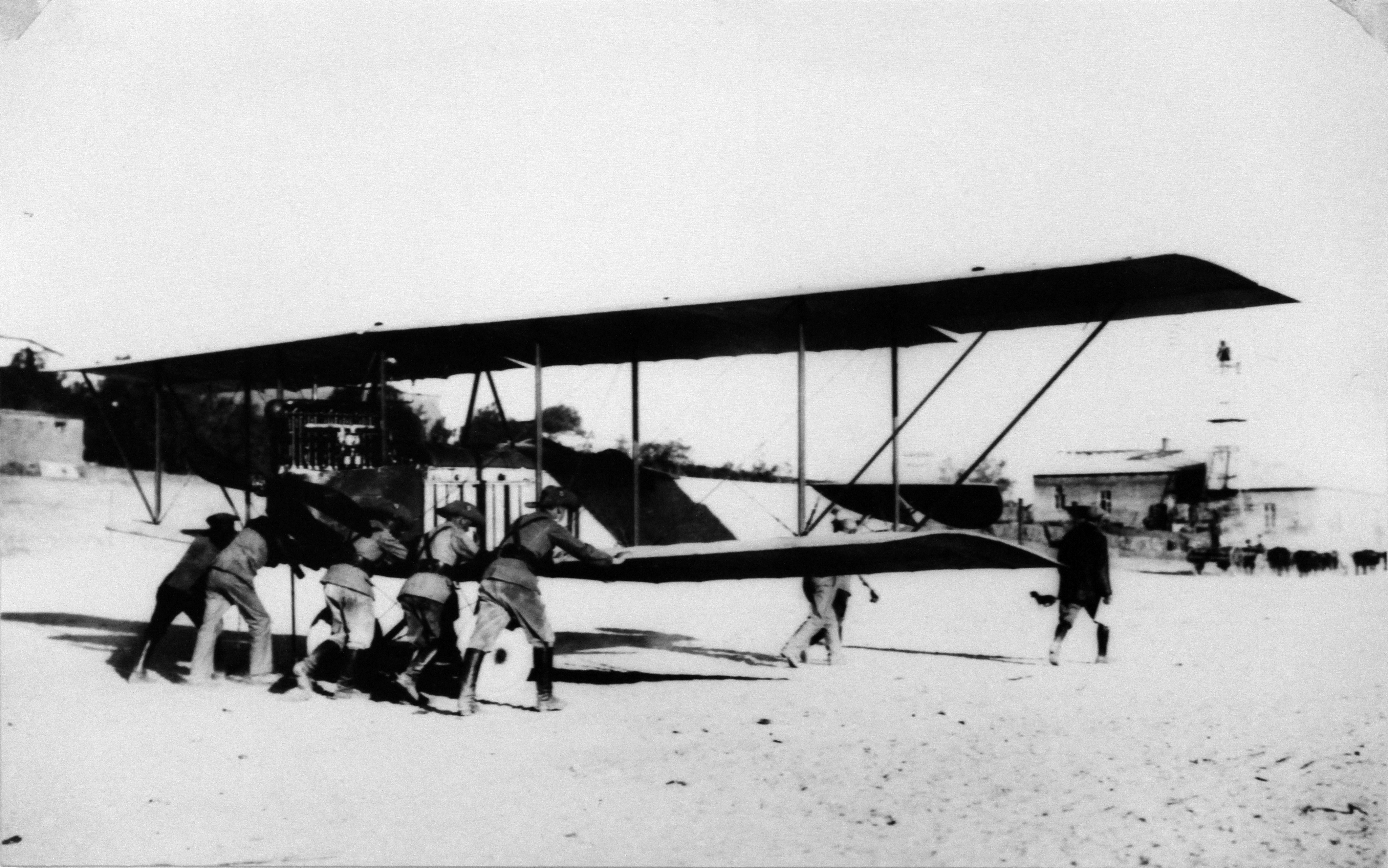
Niemiecki Aviatik B (P14) w Afryce Południowo-Zachodniej

Jeden Aviatik P14 był dostarczony w maju 1914 roku do niemieckiej Afryki Południowo-Zachodniej, po czym po wybuchu wojny brał udział w działaniach wojennych tamże (zakończonych kapitulacją Niemców 9 lipca 1915 roku).
Dwupłaty Aviatik były także eksportowane i budowane na licencji przez firmy zagraniczne. Po zajęciu drugiego miejsca w konkursie zorganizowanym przez lotnictwo włoskie, ich licencyjną produkcję podjęto we włoskiej firmie SAML. Używane były także przez lotnictwo włoskie podczas I wojny światowej. Sprzedawane były też m.in. do Bułgarii, Belgii, Rosji, Szwajcarii. Licencyjną produkcję podjęły też rosyjskie zakłady Anatra w Odessie. Wraz z austriacką wytwórnią Weiser, Aviatik założył także austro-węgierską wytwórnię Oesterreichisch-Ungarische Flugzeugfabrik Aviatik, która produkowała samoloty pod tą samą nazwą. 
Ocenia się, że około 360 samolotów Aviatik serii B wszystkich typów (w tym B.II) zostało dostarczonych dla lotnictwa niemieckiego i austro-węgierskiego w latach 1913-1915.